# Volejbol'nyj Klub Chimik
Il Volejbol'nyj Klub Chimik è una società pallavolistica femminile ucraina con sede ad Južne e militante nel massimo campionato ucraino, la Superliha.

## Storia della società
Il Volejbol'nyj Klub Chimik viene fondato nel 2001, come SDJUŠOR-Chimik. Un anno dopo cambia denominazione, assumendo quella attuale. Dopo due sole stagioni nelle categorie minori, nella stagione 2003-2004 il club debutta in Superliha, retrocedendo subito. La stagione successiva ottiene nuovamente la promozione nella massima serie, seguita nuovamente da una immediata retrocessione.
Dopo qualche stagione nella serie cadetta del campionato ucraino, nel 2009 il club è nuovamente promosso in Superliha. Nella stagione 2009-2010 si classifica al sesto posto, qualificandosi per la Challenge Cup della stagione successiva e facendo il suo esordio in una competizione europea.

## Rosa 2018-2019
| N° | Nome                 | Ruolo | Data di nascita  | Nazionalità sportiva |
| -- | -------------------- | ----- | ---------------- | -------------------- |
| 1  | Ekateryna Dudnyk     | S     | 30 dicembre 1995 | Ucraina              |
| 2  | Diana Karpec'        | C     | 6 agosto 1996    | Ucraina              |
| 3  | Dar'ja Drozd         | C     | 11 aprile 1990   | Ucraina              |
| 6  | Krystyna Nemceva     | L     | 15 giugno 1998   | Ucraina              |
| 9  | Julyja Bojko         | S     | 2 aprile 1998    | Ucraina              |
| 10 | Dar'ja Stepanovskaja | S     | 8 ottobre 1986   | Ucraina              |
| 12 | Dar'ja Dudenok       | L     | 10 maggio 2001   | Ucraina              |
| 14 | Dar'ja Velykokon'    | P     | 11 aprile 2002   | Ucraina              |
| 15 | Julyja Mykytjuk      | O     | 9 luglio 1998    | Ucraina              |
| 16 | Anastasyja Maevskaja | C     | 6 gennaio 2001   | Ucraina              |
| 17 | Evhenyja Chober      | S     | 12 marzo 2001    | Ucraina              |
| 18 | Elena Napalkova      | P     | 17 agosto 1997   | Ucraina              |

## Palmarès
- Campionato ucraino: 9

2010-11, 2011-12, 2012-13, 2013-14, 2014-15, 2015-16, 2016-17, 2017-18, 2018-19
- Coppa d'Ucraina: 6

2013-14, 2014-15, 2015-16, 2016-17, 2017-18, 2018-19
- Supercoppa ucraina: 4

2016, 2017, 2018, 2019

## Denominazioni precedenti
- 2001-2002: SDJUŠOR-Chimik